# コルム・ウィルキンソン
コルム・ウィルキンソン（Colm Wilkinson、1944年6月5日 - ）は、アイルランド生まれの歌手、俳優である。ミュージカル『レ・ミゼラブル」の初代ジャン・バルジャン役（ロンドン初演、ブロードウェイ初演）や『オペラ座の怪人』のファントム役（シドモントンフェスティバルでの試演、カナダ初演）として知られている。

## 経歴
1944年、ダブリンのドリムナで生まれ、音楽に囲まれて育つ。母親はアマチュア演劇に参加しており、バイオリンを弾いていた。父親はバンジョー、ピアノを弾き、歌をよく歌っていた。
アイリッシュバンドにいくつか参加した後、1972年にアンドルー・ロイド・ウェバー作曲の『ジーザス・クライスト・スーパースター』ダブリン公演でイスカリオテのユダ役を演じ、ミュージカル俳優としての道を歩み始めた。その後、ロンドンでの再演やイギリス全国ツアー公演でも同役を務めた。
1976年には、『エビータ』のコンセプト・アルバムにチェ役で参加した。ロンドン初演時の同役のオーディションは受けずに、シンガーソングライターとしてのキャリアを開始した。
1977年には、自分の名を冠したアルバム『C.T.Wilkinson』（故郷アイルランドではこの呼び名で知られている）を発売した。このアルバムはアイルランドのチャートで8週連続1位を記録した。
1978年のユーロビジョン・ソング・コンテストではアイルランド代表として『Born to Sing』を歌い、5位となった。
1984年には、ダブリンのオリンピアシアターで上演されたジャンヌ・ダルクの生涯と時代に基づくミュージカル『Voices』で主演を務めた。このミュージカルはデリーを拠点とする作曲家、Tommy "TC" Dohertyが詞と曲を書いており、当時発表されたシングル『Child of Destiny』は今でもiTunesで聴くことができる。
1985年、彼はアンドルー・ロイド・ウェバーと再び一緒に仕事をした。シドモントンフェスティバルでの試演で、『オペラ座の怪人』のファントム役を初めて演じたのである。彼はロンドン初演での同役もオファーされていたが、『レ・ミゼラブル』のジャン・バルジャン役を選んだ。
同年10月に『レ・ミゼラブル』のロンドン公演が開幕し、1987年3月にはブロードウェイ公演も始まった。当初、アメリカの俳優組合は、ウィルキンソンがニューヨークでジャン・バルジャン役を演じることに反対した。アメリカの俳優以外は国際的なスターでない限り使わないという方針のためである。このことに対し、プロデューサーのキャメロン・マッキントッシュは、ウィルキンソンがジャン・バルジャン役でなければ開幕を認めなかったため、俳優組合側が折れることとなった。彼はこの役でヘレン・ヘイズ賞、アウター・クリティクス・サークル賞、シアター・ワールド賞を受賞し、トニー賞、ドラマ・デスク・アワードのミュージカル主演男優賞にノミネートされた。
1989年、パンテージ劇場（現在のエド・マービッシュ劇場）で上演される『オペラ座の怪人』のトロント初演のファントム役をオファーされ、カナダオンタリオ州トロントへ家族で移住した。彼はそれ以来カナダに住んでおり、2000年代初頭にはカナダの市民権を得ている。
1990年にリリースされた『ジキル&ハイド』のコンセプト・アルバムではヘンリー・ジキル（エドワード・ハイド）役で参加した。
1995年には、ロンドンのロイヤル・アルバート・ホールで行われたレ・ミゼラブル 10周年記念コンサートでジャン・バルジャン役を務めた。
1998年8月から1999年1月には、トロントのプリンセス・オブ・ウェールズ劇場でジャン・バルジャン役を再び演じた。その後すぐ、1999年2月から5月にダブリンのポイント劇場で、2002年6月から7月には、上海市の上海大劇院で再び同役を務めた。
2002年にリリースしたアルバム『Some of My Best Friends Are Songs』では、キャット・スティーブンスの『Father and Son』を息子のアーロンとデュエットした。このアルバムは彼が個人的に好きな曲や舞台で歌った曲で構成されている。
2007年10月から11月には、スーザン・ギルモア、グレタ・ボストンと共にカナダ横断コンサートツアー『Broadway and Beyond』を開始した。
2009年3月8日にはワシントンD.C.のジョン・F・ケネディ・センターで行われた上院議員であるエドワード・ケネディの誕生祝いに参加し、オバマ大統領と一緒に「Happy Birtheday」を歌った。
同年4月12日から放送開始した連続ドラマ『THE TUDORS〜背徳の王冠〜』のシーズン3では、ダーシー卿を演じた。5月24日にはワシントンD.C.のアメリカ合衆国議会議事堂で行われたナショナル・メモリアルデー・コンサートで大観衆の前で歌い、全米各地へ生中継された。
2010年1月にはソロアルバム『Broadway and Beyond: The Concert Songs』をリリースした。このアルバムには2007年のカナダ横断ツアーで歌われた曲が全て収められている。
同年10月3日には、ロンドンのO2アリーナで開催されたレ・ミゼラブル25周年記念コンサートにおいて、他の初演キャストと一緒にスペシャルゲストとして登場した。また、バルジャン・カルテットとして、アルフィー・ボー、ジョン・オーウェン＝ジョーンズ、サイモン・ボウマンと共演した。このカルテットは2010年12月16日にロンドン・パラディウムで行われたロイヤル・バラエティー・パフォーマンスでも生披露された。
2011年10月1日から翌日にかけて、ロンドンのロイヤル・アルバート・ホールで行われたオペラ座の怪人25周年記念公演で、新旧のファントム役者たちと共に登場した。
2012年公開の映画『レ・ミゼラブル』では、司教の役を演じた。2014年1月のトロント公演では再度この役を務めた。
2015年4月には東京の東急シアターオーブ、大阪の梅田芸術劇場で来日公演『Colm Wilkinson Broadway and Beyond Japan～コルム・ウィルキンソン 日本スペシャルコンサート～』を行った。

## ディスコグラフィ
ソロアルバム
- Colm C.T. Wilkinson (1977年)
- Stage Heroes (1989年)
- Some Of My Best Friends Are Songs (2002年)
- Broadway and Beyond: The Concert Songs (2010年)

キャストアルバム
- Evita London Cast(1976年) - 『エビータ』コンセプト・アルバム（チェ役）
- Les Misérables Original London Cast（1985年） - 『レ・ミゼラブル』オリジナル・ロンドン・キャスト（ジャン・バルジャン役）
- Les Misérables Original Broadway Cast（1987年） - 『レ・ミゼラブル』オリジナル・ブロードウェイ・キャスト（ジャン・バルジャン役）
- Highlights From Jekyll and Hyde (1990年)  - 『ジキル&ハイド』コンセプト・アルバム（ジキル（ハイド）役）
- The Phantom of the Opera Original Canadian Cast（1990年） - 『オペラ座の怪人』オリジナル・カナダ・キャスト（ファントム役）

## フィルモグラフィ
舞台
- レ・ミゼラブル10周年記念コンサート（1995年） - 主演・ジャン・バルジャン役
- レ・ミゼラブル25周年記念コンサート（2010年） - フィナーレスペシャルゲスト（ジャン・バルジャン役）
- オペラ座の怪人25周年記念公演（2011年） - フィナーレスペシャルゲスト（ファントム役）

映画
- レ・ミゼラブル（2012年） - 司教役

テレビドラマ
- THE TUDORS〜背徳の王冠〜シーズン３（2009-2010年） -　ダーシー卿役